# Kaspar Ehrenreich von Thermo
Kaspar Ehrenreich von Thermo († 1750 in Stettin) war ein preußischer Oberst.

## Leben

### Herkunft und Familie
Kaspar Ehrenreich war Angehöriger der alten märkischen Adelsfamilie von Thermo. Er gehörte zur früh ausgestorbenen Familienlinie II, die Großeltern waren der schwedische Oberst, sächsische Generalquartiermeister und Gutsbesitzer zu Raddun (Raduń) bei Schwedt, Hans Ernst von Thermo und dessen Frau Gertrud von Schönebeck, wieder vermählte von der Goltz. Kaspar Ehrenreichs Eltern waren Melchior Otto von Thermo (1664 †) und Anna von Greifenberg.
Er war seit 1712 mit Louise Charlotte von Stosch vermählt und hatte mit ihr mehrere Kinder, darunter:
- Antoinette Amalie von Thermo († nach 1784), ⚭ NN von König (1745 †), preußischer Rittmeister
- Friedrich August von Thermo († 1783), preuß. Rittmeister und Inspektor des Waisenhauses

### Werdegang
Thermo diente in der Preußischen Armee und war 1709 Stabskapitän im Infanterieregiment Nr. 8. Im Jahre 1737 respektive am 2. November 1740 wurde er Chef des Stettiner Landregiments.